# USS Minivet (AM-371)
Pour les autres navires du même nom, voir USS Minivet.
Le USS Minivet (pennant number AM-371)  est un dragueur de mines de la Classe Auk lancé pour la United States Navy (USN) et qui a servi pendant la Seconde Guerre mondiale.

## Conception
Le Minivet est commandé le 4 décembre 1943 pour le chantier naval de Savannah Machinery and Foundry Company à Savannah dans l'état de Géorgie aux États-Unis. La pose de la quille est effectuée le 19 juillet 1944, le Minivet est lancé le 8 novembre 1944 et mis en service le 29 mai 1945.
Les dragueurs de mines de classe Auk sont armés d'un canon de 3 pouces/50 calibres (76,2 mm), 2 canons Bofors 40 mm et sont équipés 2 lanceurs de charge de profondeurs pour la lutte anti-sous-marine.

## Histoire

### Seconde Guerre mondiale

#### Affectation aux opérations dans le Pacifique
Le 22 août, le Minivet quitte Norfolk, en Virginie, en route vers l'Extrême-Orient. Il arrive à Sasebo, au Japon, le 30 octobre avec la Mine Division 23 (23e Division des mines pour jouer son rôle dans l'ouverture des voies maritimes au commerce en temps de paix.

#### Naufrage dans le détroit de Tsushima
Pendant son premier mois dans la région, les voyages d'escorte à Pusan, en Corée et depuis Okinawa lui laissent peu de temps pour faire circuler son matériel de dragage de mines. Après une brève période de disponibilité, le Minivet quitte Sasebo le 23 décembre en compagnie de huit navires japonais pour achever le dragage du détroit de Tsushima. Après le deuxième passage de la journée du 29 décembre, il heurte une mine et, en quelques minutes, se retourne et coule. Malgré la discipline et l'action courageuse de son équipage et la bravoure des sauveteurs américains et japonais, le Minivet perd 31 hommes, tués ou disparus. Il est devenu le premier dragueur de mines américain perdu au cours de ces opérations dangereuses qui ont détruit 20 000 mines depuis la fin de la guerre.

#### Retrait de la liste de la marine
Son nom est rayé de la liste de la marine (Naval Vessel Register) le 21 janvier 1946 après que son journal de bord et les derniers survivants soient retournés aux États-Unis.

### Honneurs de bataille
- 1 battle star (étoiles de batailles) pour ses actions durant la Seconde Guerre mondiale

### Participation auxconvois
Le Minivet a navigué avec les convois suivants au cours de sa carrière:

### Commandement
- Lieutenant Commander Richard Lagreze (USNR) du 29 mai 1945 au 17 septembre 1945

Notes:
USNR:United States Navy Reserve